# 塩﨑実央
塩﨑 実央（しおざき みお）は、NHKのアナウンサー。

## 略歴・人物
東京都出身。幼少時はドイツに住んでいた。山脇学園中学校・高等学校卒業。
大学時代にドイツ留学経験がある。
成蹊大学文学部国際文化学科卒業後、2020年にNHKに入局。初任地は高松放送局。2024年4月に大阪放送局へ異動。
2024年4月から『列島ニュース』および『歴史探偵』担当となることが同年2月14日に発表された。

## 嗜好・挿話
- 中学から大学までソフトボール部でピッチャーをしていた[5]。
- ドイツに住んでいた影響で、ドイツ語が話せる。

## 担当番組
☆は現在出演（担当）中の番組
高松放送局時代（2020年度 - 2023年度）
- 香川県のニュース[6]・気象情報等
- ゆう6かがわ（五味哲太アナの夏季休暇に伴うメインキャスター代行）
- 845かがわ→ゆう6かがわ845（不定期）
- 祝日も!らじるラボ～海の日SP～10時台 ▽令和に復活！ここはどこでしょう（2）（2020年7月23日 10:05 - 10:55、ラジオ第1） - 出題者[7]
- にっぽん列島夕方ラジオ　ホッと！四国 午後５時台（2021年4月2日、2022年6月3日、12月２日、2023年2月3日、8月4日、2024年2月2日） - 司会
- 大竹しのぶのスピーカーズコーナー（2021年6月16日）
- ロコだけが知っている（2021年11月17日） - スタジオ進行
- ○○推し！ 中国地方推し！ ＠ｏｋａｙａｍａ「瀬戸内ｄｉａｒｙ～つなぐ～」（2022年2月19日） - 語り
- 民謡をたずねて ▽香川県宇多津町（FM：2022年6月9日・16日・23日） - 司会
- NHKニュースおはよう日本
  - ニュースWEBチェックご当地リポート（5時台･6時台、2022年8月10日）[注 1]
  - 森田茉里恵（5時台）の代理キャスター（2022年9月12日 - 16日）
- 生中継スペシャル！ニッポン「今」つないでみたら ～秋うらら２０２２～（2022年11月12日） - リポーター
- さぬきドキっ！（2023年1月14日、岡山局・高松局共同制作） - 「瀬戸内Diary 〜つなぐ〜」 にて松本真季（NHK岡山放送局アナウンサー）と共にナレーションを担当[8]
- ラジオ深夜便 ▽明日へのことば（2023年1月30日、2023年8月31日） - きき手
- さぬきドキっ！ 街角ピアノ「小豆島」（2023年4月13日） - 語り
- さぬきドキっ！「ある地方のモスクから」（2023年10月16日） - 語り
- ニュース きん5時（2023年10月20日） - 産前産後休業中の石橋亜紗の代役キャスター
- 歴史探偵「江戸の天才　平賀源内」（2023年12月13日）[9]
- 若冲と応挙 金刀比羅宮障壁画の世界（2024年3月10日） - 語り

大阪放送局時代（2024年度 - ）
- ☆列島ニュース（キャスター：2024年4月8日 - 〈2週間サイクルで担当〉）[4]
- NHKニュースおはよう関西（キャスター：2024年4月15日 - 2025年3月28日〈3週間サイクルで担当〉）
- ☆歴史探偵（大阪放送局発）（探偵、代行副所長：2024年4月17日 - ）[4]
- 関西のニュース
- パリオリンピック2024（2024年8月6日 - 8日、11日） - 東京スタジオ
- 「源氏物語の花」を歩く～植物探偵・紫式部～ （Eテレ：2024年10月6日） - 司会
- ラジオ深夜便 ▽かんさいストーリー▽ロマンチックコンサート（2024年10月19日） - 朗読
- ほっと関西（嶋田ココの代理キャスター：2024年10月28日、大阪・関西万博レポーター：2025年4月14日）
- 関西発ラジオ深夜便 阪神・淡路大震災 分かち合いたい30年～語り継ぐ 語り直す～（2025年1月16日 - 17日） - きき手
- 第97回選抜高校野球大会 開会式（2025年3月18日）